# 托特·尤迪特
托特·尤迪特（匈牙利語：Tóth Judit，1906年12月27日—1993年9月1日），匈牙利女子竞技体操运动员。她曾代表匈牙利获得1936年夏季奥运会体操比赛女子团体全能铜牌。她也参加了1928年夏季奥运会。